# 浦世民
浦世民（1914年—1957年），云南双江得胜（今大文）人，中华人民共和国政治人物。

## 生平
抗日战争期间，浦世民分别组织民工到龙陵、耿马修筑抗战公路和滇缅铁路。日军攻占缅甸后，浦世民被任命为佧佤山游击队第三支队副司令兼第二大队队长，配合国民革命军宋希濂部，组织当地民众奔赴佧佤山抗日前线，直至日军投降。1949年2月，经中共地下党员李培伦和派遣员蔡国诗做工作，浦世民与李培伦等人发动武装起事，成立迤南边区人民自卫军第一支队第八大队，参与双江、缅宁等地战役。1955年，浦世民担任双江县和平协商土改委员会副主任。1957年因病逝于双江。